# Gesù Nazareno
Gesù Nazareno, officiellt Gesù Nazareno all'Argentina, tidigare Santi Cosma e Damiano dei Barbieri, är en romersk-katolsk kyrkobyggnad i Rom, helgad åt Frälsaren Jesus nasarén. Kyrkan är belägen vid Via dei Barbieri i Rione Sant'Eustachio och tillhör församlingen Santi Biagio e Carlo ai Catinari.

## Historia
Den första kyrkan på denna plats var helgad åt den Heliga Treenigheten och uppfördes under 1400-talet. År 1560 övertogs kyrkan av Confraternita dei Santi Cosma e Damiano dei Barbieri, barberarnas skrå, som lät helga kyrkan åt sina skyddspatroner Kosmas och Damianus.
På 1700-talet byggdes en ny kyrkobyggnad från grunden. Kyrkans fasad är uppförd i barocchetto-stil. Takfresken av Giovanni Antonio Grecolini framställer De heliga Kosmas och Damianus förhärligande. Interiören hyser bland annat den åt Pomarancio attribuerade målningen Den heliga Helena med det sanna Korset, vilken härstammar från den år 1888 rivna kyrkan Sant'Elena dei Credenzieri. I sakristian finns Cavalier d'Arpinos målning Den heliga Katarina av Alexandria, även den från den rivna Sant'Elena-kyrkan.
I anslutning till kyrkobyggnaden fanns ett oratorium, men detta har rivits.